# Граков, Глеб Васильевич
Глеб Васильевич Граков (5 декабря 1920, Баку, Азербайджанская ССР — после 1972, Москва) — советский кинокритик, драматург, сценарист.

## Биография
Родился 5 декабря 1920 года в Баку. Сотрудничал в газетах «Бакинский рабочий» и «Молодой рабочий». С 1939 года публиковал статьи и рецензии в газете «Кино», журнале «Советский киноэкран». Поступил на сценарный факультет Всесоюзного государственного института кинематографии (мастерская Мануэля Большинцова), который окончил в 1943 году. Сотрудничал в газете «Советское искусство».
В 1947 году написал пьесу «Молодая гвардия» по роману Александра Фадеева, поставленную Борисом Захавой в Театре им. Евгения Вахтангова.
В 1949 году назначен членом редколлегии и ответственным секретарём журнала «Искусство кино».
Впоследствии работал литературным сотрудником и редактором в различных изданиях, написал несколько пьес и киносценариев. Умер после 1972 года.
Жена – Иллирия Сергеевна Гракова (1927–?), редактор издательства «Искусство».
Сын – Глеб Глебович Граков (род. 1955).

## Фильмография

### Сценарист
- 1960 — Враги (по рассказу Антона Чехова)[1]